# Dorsale degli Esploratori
La dorsale degli Esploratori è una catena montuosa situata nella regione nord-occidentale della Dipendenza di Ross, sulla costa di Oates, in Antartide. La dorsale degli Esploratori, che fa parte dei monti Bowers, un gruppo montuoso a sua volta facente parte della catena dei monti Transantartici, è orientata in direzione nord/sud, nella quale si estende per circa 100 km, arrivando a una larghezza massima di circa 40 km, ed è costeggiata, a nord dalla baia di Rennick, a nord-est dal ghiacciaio Lillie, che la separa dai monti ANARE, a sud-est dal ghiacciaio Graveson, che la separa dalla dorsale Posey, a ovest dal ghiacciaio Rennick, che la separa dalla dorsale Morozumi, e a sud dal ghiacciaio Sledgers, che la separa dalla dorsale Lanterman.
La vetta più alta della catena è quella del monte Marwick, nella regione meridionale della dorsale, che arriva a 2590 m s.l.m..

## Storia
L'intera formazione è stata mappata per la prima volta dallo United States Geological Survey grazie a fotografie aeree scattate dalla marina militare statunitense (USN) nel periodo 1960-62 e a ricognizioni terrestri effettuate da spedizioni statunitensi e neozelandesi negli anni 1960. Essa è stata poi così battezzata dal Comitato neozelandese per i toponimi antartici in onore degli esploratori facenti parte della squadra settentrionale della spedizione neozelandese di ricognizione geologica in Antartide svolta nella stagione 1963-64, i quali operarono proprio nell'area della dorsale.